# Kimon Georgiev
Kimon Georgiev Stoyanov (en búlgaro Кимон Георгиев Стоянов; Pazardzhik, 11 de agosto de 1882-Sofía, 28 de septiembre de 1969) fue un destacado militar y político búlgaro del siglo XX. Participó en tres golpes de Estado en Bulgaria entre 1923 y 1944, y fue por dos veces Primer ministro de Bulgaria, en los períodos 1934-35 y 1944-46. Fue uno de los máximos dirigentes de la formación político-militar de extrema derecha Zveno, a pesar de lo cual perteneció al gobierno de la Bulgaria socialista desde 1944 hasta 1962.

## Biografía
Kimon Georgiev Stoyanov nació en la ciudad de Pazardzhik (provincia otomana de Rumelia Oriental y actual Bulgaria) el 11 de agosto de 1882. Se graduó en la academia militar de Sofía en 1902.  
Entre 1912 y 1913, participó en las Guerras de los Balcanes en el ejército del Reino de Bulgaria, como comandante de compañía. Participó después en la Primera Guerra Mundial, como comandante de un batallón, durante la cual, en 1916, sufrió la pérdida de su ojo izquierdo a consecuencia de heridas de combate. Dejó el ejército en 1920 con el rango de teniente coronel.
Fue uno de los fundadores de la Unión Militar en 1919 y la Alianza Popular en 1922. Participó en la organización del golpe de Estado de 1923 que derrocó al gobierno de Alejandro Stamboliski, convirtiéndose en uno de los líderes de la Alianza Democrática. Fue ministro de ferrocarriles, correos y telégrafos en el primer gabinete de Andréi Liapchev.
En la década de 1930 se convirtió en uno de los líderes de la formación militar de extrema derecha Zveno ('enlace'). Junto con otros oficiales perpetró un nuevo golpe de Estado en mayo de 1934, derrocando al gobierno democrático, y se convirtió en Primer ministro de Bulgaria. Ostentó también el cargo de ministro de justicia y, por un corto tiempo, ministro de guerra y política exterior. Abolió todos los partidos políticos y los sindicatos. Influenciado por el dictador italiano Benito Mussolini, introdujo un sistema económico corporativo. A su gobierno se atribuye el éxito de la eliminación de la Organización Interna Revolucionaria de Macedonia (OIRM), una red terrorista que defenía la soberanía macedonia en regiones de Bulgaria y Yugoslavia. En 1935 el zar Boris III, temeroso de las intenciones del gobierno de Georgiev de instaurar una república, le obligó a dimitir.
Durante la Segunda Guerra Mundial, Bulgaria se alineó al lado de las potencias del Eje, lo que causó una gran animadversión en grandes sectores sociales y provocó la unión de las fuerzas de la izquierda en el antifascista Frente de la Patria en 1942. A pesar de sus diferencias ideológicas, en 1943 el Zveno se unió al Frente de la Patria, convirtiéndose Georgiev en uno de sus líderes. En septiembre de 1944, el Frente desencadenó una revolución que derrocó al zar Boris III y estableció de nuevo a Georgiev como primer ministro. Inmediatamente, Bulgaria firmó el armisticio con los Aliados, y declaró la guerra a la Alemania nazi.
En 1946 fue sucedido al frente del gobierno por el líder comunista Georgi Dimitrov y se convirtió en vice primer ministro y ministro de Relaciones Exteriores. Aunque el Zveno fue disuelto en 1949, Georgiev continuó ocupando puestos ministeriales en todos los gabinetes de la Bulgaria socialista hasta 1962. Desde ese año hasta su muerte en 1969 fue miembro del presidium del Parlamento. Además, fue galardonado dos veces con la orden de Héroe del Trabajo Socialista.
En Bulgaria, es habitualmente conocido como stariyat prevratadzhiyat (el viejo golpista) por haber organizado tres golpes de Estado: 1923, 1934 y 1944.